# Тремеа (Белуно)
Тремеа је насеље у Италији у округу Белуно, региону Венето.
Према процени из 2011. у насељу је живело 76 становника. Насеље се налази на надморској висини од 428 м.